# Битигхайм
Битигхайм (на немски: Bietigheim) е община в Баден-Вюртемберг, Германия с 6380 жители (към 31 декември 2016).
Намира се на 7 km западно от Ращат и 17 km южно от Карлсруе, западно от Шварцвалд и източно от река Рейн, близо до границата с Франция.